# 神崎郡
- 令制国一覧 > 山陽道 > 播磨国 > 神崎郡
- 日本 > 近畿地方 > 兵庫県 > 神崎郡

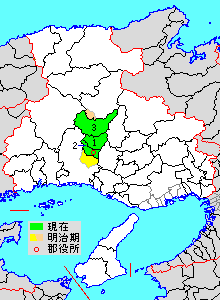
兵庫県神崎郡の位置（薄黄：後に他郡に編入された区域）
1.市川町 2.福崎町 3.神河町

神崎郡（かんざきぐん）は、兵庫県（播磨国）の郡。
人口38,544人、面積330.69km²、人口密度117人/km²。（2025年2月1日、推計人口）
以下の3町を含む。
- 市川町（いちかわちょう）
- 福崎町（ふくさきちょう）
- 神河町（かみかわちょう）

## 郡域
1896年（明治29年）に行政区画として発足した当時の郡域は、上記3町のほか、下記の区域にあたる。
- 姫路市の一部（豊富町各町・山田町各町・香寺町各町・砥堀・仁豊野・船津町および城見台の一部）
- 朝来市の一部（生野町川尻・生野町栃原）

## 歴史

### 神崎郡（第1次）
古代の神崎郡が市川を境に神東郡・神西郡に分割された。

### 神崎郡（第2次）
- 明治29年（1896年）

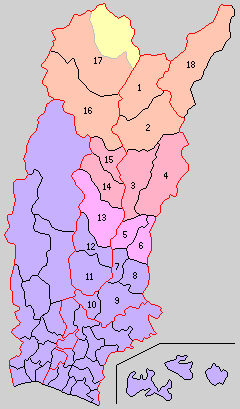
1.大山村 2.粟賀村 3.川辺村 4.瀬加村 5.田原村 6.八千種村 7.船津村 8.山田村 9.豊富村 10.砥堀村 11.香呂村 12.中寺村 13.福崎村 14.甘地村 15.鶴居村 16.寺前村 17.長谷村 18.越知谷村（紫：姫路市 黄：朝来市 桃：福崎町 赤：市川町 橙：神河町）

  - 4月1日 - 郡制の施行のため、神東郡・神西郡および多可郡の一部の区域をもって発足。（18村）
    - 旧・神東郡（10村） - 大山村、粟賀村（現・神河町）、川辺村、瀬加村（現・市川町）、田原村、八千種村（現・福崎町）、船津村、山田村、 豊富村、砥堀村（現・姫路市）
    - 旧・神西郡（7村） - 香呂村、 中寺村（現・姫路市）、福崎村（現・福崎町）、甘地村、鶴居村（現・市川町）、寺前村（現・神河町）、長谷村（現・朝来市、神河町）
    - 旧・多可郡（1村） - 越知谷村（現・神河町）

  - 7月1日 - 郡制を施行。
- 大正12年（1923年）4月1日 - 郡会が廃止。郡役所は存続。
- 大正14年（1925年）12月1日 - 福崎村が町制施行して福崎町となる。（1町17村）
- 大正15年（1926年）7月1日 - 郡役所が廃止。以降は地域区分名称となる。
- 昭和8年（1933年）4月1日 - 砥堀村が姫路市に編入。（1町16村）
- 昭和29年（1954年）3月31日 - 香呂村・中寺村が合併して香寺町が発足。（2町14村）
- 昭和30年（1955年）
  - 3月31日（4町9村）
    - 越知谷村・大山村・粟賀村が合併して神崎町が発足。
    - 寺前村・長谷村が合併して大河内町が発足。

  - 7月25日 - 川辺村・瀬加村・甘地村・鶴居村が合併して市川町が発足。（5町5村）
- 昭和31年（1956年）
  - 4月3日 - 船津村・山田村・豊富村が合併して神南町が発足。（6町2村）
  - 5月3日 - 田原村・八千種村・福崎町が合併し、改めて福崎町が発足。（6町）
- 昭和32年（1957年）4月1日 - 大河内町の一部（栃原・川尻）が朝来郡生野町に編入。
- 昭和33年（1958年）1月1日 - 神南町が姫路市に編入。（5町）
- 平成17年（2005年）11月7日 - 神崎町・大河内町が合併して神河町が発足。（4町）
- 平成18年（2006年）3月27日 - 香寺町が姫路市に編入。（3町）

### 変遷表
| 明治22年 以前 | 旧郡   | 明治29年 4月1日 | 明治29年 - 昭和19年         | 昭和20年 - 昭和29年          | 昭和30年 - 平成16年       | 昭和30年 - 平成16年                 | 平成17年 - 現在              | 現在   |
| ------------- | ------ | --------------- | --------------------------- | ---------------------------- | ------------------------- | ----------------------------------- | ---------------------------- | ------ |
|               | 神西郡 | 長谷村          | 長谷村                      | 長谷村                       | 昭和30年 3月31日 大河内町 | 昭和32年 4月1日 朝来郡生野町 に編入 | 平成17年 4月1日 朝来市の一部 | 朝来市 |
|               | 神西郡 | 長谷村          | 長谷村                      | 長谷村                       | 昭和30年 3月31日 大河内町 | 大河内町                            | 平成17年 11月7日 神河町      | 神河町 |
|               | 神西郡 | 寺前村          | 寺前村                      | 寺前村                       | 昭和30年 3月31日 大河内町 | 大河内町                            | 平成17年 11月7日 神河町      | 神河町 |
|               | 多可郡 | 越知谷村        | 越知谷村                    | 越知谷村                     | 昭和30年3月31日 神崎町    | 昭和30年3月31日 神崎町              | 平成17年 11月7日 神河町      | 神河町 |
|               | 神東郡 | 大山村          | 大山村                      | 大山村                       | 昭和30年3月31日 神崎町    | 昭和30年3月31日 神崎町              | 平成17年 11月7日 神河町      | 神河町 |
|               | 神東郡 | 粟賀村          | 粟賀村                      | 粟賀村                       | 昭和30年3月31日 神崎町    | 昭和30年3月31日 神崎町              | 平成17年 11月7日 神河町      | 神河町 |
|               | 神東郡 | 川辺村          | 川辺村                      | 川辺村                       | 昭和30年7月25日 市川町    | 昭和30年7月25日 市川町              | 市川町                       | 市川町 |
|               | 神東郡 | 瀬加村          | 瀬加村                      | 瀬加村                       | 昭和30年7月25日 市川町    | 昭和30年7月25日 市川町              | 市川町                       | 市川町 |
|               | 神西郡 | 甘地村          | 甘地村                      | 甘地村                       | 昭和30年7月25日 市川町    | 昭和30年7月25日 市川町              | 市川町                       | 市川町 |
|               | 神西郡 | 鶴居村          | 鶴居村                      | 鶴居村                       | 昭和30年7月25日 市川町    | 昭和30年7月25日 市川町              | 市川町                       | 市川町 |
|               | 神西郡 | 福崎村          | 大正14年 12月1日 町制       | 福崎町                       | 昭和31年5月3日 福崎町     | 昭和31年5月3日 福崎町               | 福崎町                       | 福崎町 |
|               | 神東郡 | 田原村          | 田原村                      | 田原村                       | 昭和31年5月3日 福崎町     | 昭和31年5月3日 福崎町               | 福崎町                       | 福崎町 |
|               | 神東郡 | 八千種村        | 八千種村                    | 八千種村                     | 昭和31年5月3日 福崎町     | 昭和31年5月3日 福崎町               | 福崎町                       | 福崎町 |
|               | 神東郡 | 砥堀村          | 昭和8年 4月1日 姫路市に編入 | 昭和21年 3月1日 姫路市の一部 | 姫路市                    | 姫路市                              | 姫路市                       | 姫路市 |
|               | 神東郡 | 山田村          | 山田村                      | 山田村                       | 昭和31年 4月3日 神南町    | 昭和33年 1月1日 姫路市に編入        | 姫路市                       | 姫路市 |
|               | 神東郡 | 船津村          | 船津村                      | 船津村                       | 昭和31年 4月3日 神南町    | 昭和33年 1月1日 姫路市に編入        | 姫路市                       | 姫路市 |
|               | 神東郡 | 豊富村          | 豊富村                      | 豊富村                       | 昭和31年 4月3日 神南町    | 昭和33年 1月1日 姫路市に編入        | 姫路市                       | 姫路市 |
|               | 神西郡 | 香呂村          | 香呂村                      | 昭和29年3月31日 香寺町       | 香寺町                    | 香寺町                              | 平成18年3月27日 姫路市に編入 | 姫路市 |
|               | 神西郡 | 中寺村          | 中寺村                      | 昭和29年3月31日 香寺町       | 香寺町                    | 香寺町                              | 平成18年3月27日 姫路市に編入 | 姫路市 |

## 行政
歴代郡長
| 代 | 氏名 | 就任年月日               | 退任年月日                | 備考                   |
| -- | ---- | ------------------------ | ------------------------- | ---------------------- |
| 1  |      | 明治29年（1896年）4月1日 |                           |                        |
|    |      |                          | 大正15年（1926年）6月30日 | 郡役所廃止により、廃官 |